# Босанскохерцеговачка радио-телевизија
Босанскохерцеговачка радио-телевизија (скраћено БХРТ) је јавни емитер у Босни и Херцеговини. У периоду од 1992. до 1995. године носила је назив Радио-телевизија Босне и Херцеговине (скраћено РТВБиХ), која је настала из РТВ Сарајево. БХРТ је јавни сервис Босне и Херцеговине и активни члан Европске радиодифузне уније. БХРТ емитира своје програме у оквиру телевизијске станице БХТ 1 и јавне радио-станице БХ радио 1.
Независни је јавни емитер на нивоу државе Босне и Херцеговине, који производи и емитира домаћи и међународни радијски и телевизијски програм, као и мултимедију за јавност у Босни и Херцеговини. БХРТ као јавни сервис БиХ, емитира своје програме 24 сата дневно и земаљским сигналом покрива више од 90% територије Босне и Херцеговине. Уз два ентитетска јавна емитера, који дјелују на властитим каналима и фреквенцијама (ФТВ и РТРС), БХРТ чини јавни РТВ систем у Босни и Херцеговини.
Већина програма се продуцира из РТВ дома у Сарајеву те путем информативно технички центара (ИТЦ) у Бихаћу, Бањалуци, Мостару, Тузли и Зеници.

## Историја
Историја електронских медија у Босни и Херцеговини започела је 10. априла 1945. када је Радио Сарајево емитирао своју прву емисију. Прва телевизијска емисија из студија ТВ Сарајево емитирана је 1961. године. У том периоду, РТВ Сарајево је била равноправна чланица Југословенске радио-телевизије (ЈРТ). У октобру 1991. године, РТВ Сарајево је трансформирана у РТВ БиХ, као јавно предузеће.
Након распада Југославије, РТВ БиХ излази из ЈРТ-а, а од 1. јануара 1993. постаје активна чланица ЕБУ-а. У октобру 2000. године, другом одлуком високог представника у БиХ, створени су законски оквири за успоставу Система јавног емитирања у БиХ и успоставу Јавног сервиса БиХ. Старт БХ радија 1 на самосталној фреквенцији почео је 7. маја 2001. године, а старт Дневника БХТ 1 годину дана послије. На самосталној фреквенцији, БХТ 1 са цјелодневним програмом емитира се од љета 2004. године.

## Програмска начела
Уважавајући чињеницу да грађани плаћају претплату, из које се финансира функционирање јавног РТВ сервиса у Босни и Херцеговини, за свој рад и укупно медијско дјеловање јавни сервис БиХ одговара јавности.
Задатак јавног сервиса БиХ јесте информирати грађане, али и омогућавати јавне дебате у којима се профилирају циљеви и интереси демократске јавности. БХРТ својим програмима извршава и обавезу промоције историјске и садашње националне, културолошке и религијске, привредне, регионалне и друге позитивно вредноване особености Босне и Херцеговине.
Начела јавног емитера заснована су на општим професионалним стандардима, прописима и правилима Регулаторне агенције за комуникације (РАК), те на Закону о основама Јавног радиотелевизијског система у БиХ и Закону о јавном РТВ сервису БиХ. БХРТ у својим програмима тежи осигурати разноврсне и избалансиране радијске и телевизијске програме, што важи и за садржаје који се пласирају путем интернета, телетекста и других савремених комуникацијских модела. У обављању своје медијске мисије, БХРТ континуирано ради да у својим програмима задовољи високе етичке стандарде и стандарде квалитета медијских жанрова у којима се исказују.
БХРТ програми уважавају достојанство особа и група, као и посебности по којима се међусобно разликују. Програми јавног сервиса БиХ промовирају људска права и демократске слободе, друштвену правду, толеранцију и разумијевање међу припадницима заједнице. У програмима БХРТ-а заступљени су информативни, образовни, документарни, културни, религијски, забавни, спортски, дјечији садржаји и специјални пројекти. Циљ Јавног сервиса БиХ самостално или њихове заједничке продукцијске структуре је бити креативни штаб свих облика продукције највишег квалитета, те потицати развој домаћег стваралаштва и домаће продукције.